# 藍冰 (航空)
藍冰是一種由飛機廢料槽中滲出物所形成的物體。飛機的廁所收集的廢物會儲存在一個槽中，並在這個槽中和清潔劑混合。雖然一般來説機師無法手動排放這些物質，但飛機在飛行時，若廢料槽不夠密實，仍可能會造成廢物滲出。這些汙水和清潔劑的混合物，在高空中遇到冷空氣結成冰，可能因為飛行的震動或受重力影響而墜落。藍冰的藍色主要來自其中消毒劑的顔色。